# جیمز بروفی (بازیکن فوتبال)
جیمز بروفی (انگلیسی: James Brophy؛ زادهٔ ۲۵ ژوئیهٔ ۱۹۹۴) بازیکن فوتبال اهل بریتانیا است.
از باشگاه‌هایی که در آن بازی کرده‌است می‌توان به باشگاه فوتبال سوئیندون تاون اشاره کرد.